# Chrétiens de Terre sainte
Les chrétiens de Terre sainte représentent une  minorité de la population de Palestine . La plupart des Églises orientales ainsi qui les Églises occidentales catholiques et protestantes sont représentées en Terre sainte, ce qui fait de cette région un véritable musée du christianisme.

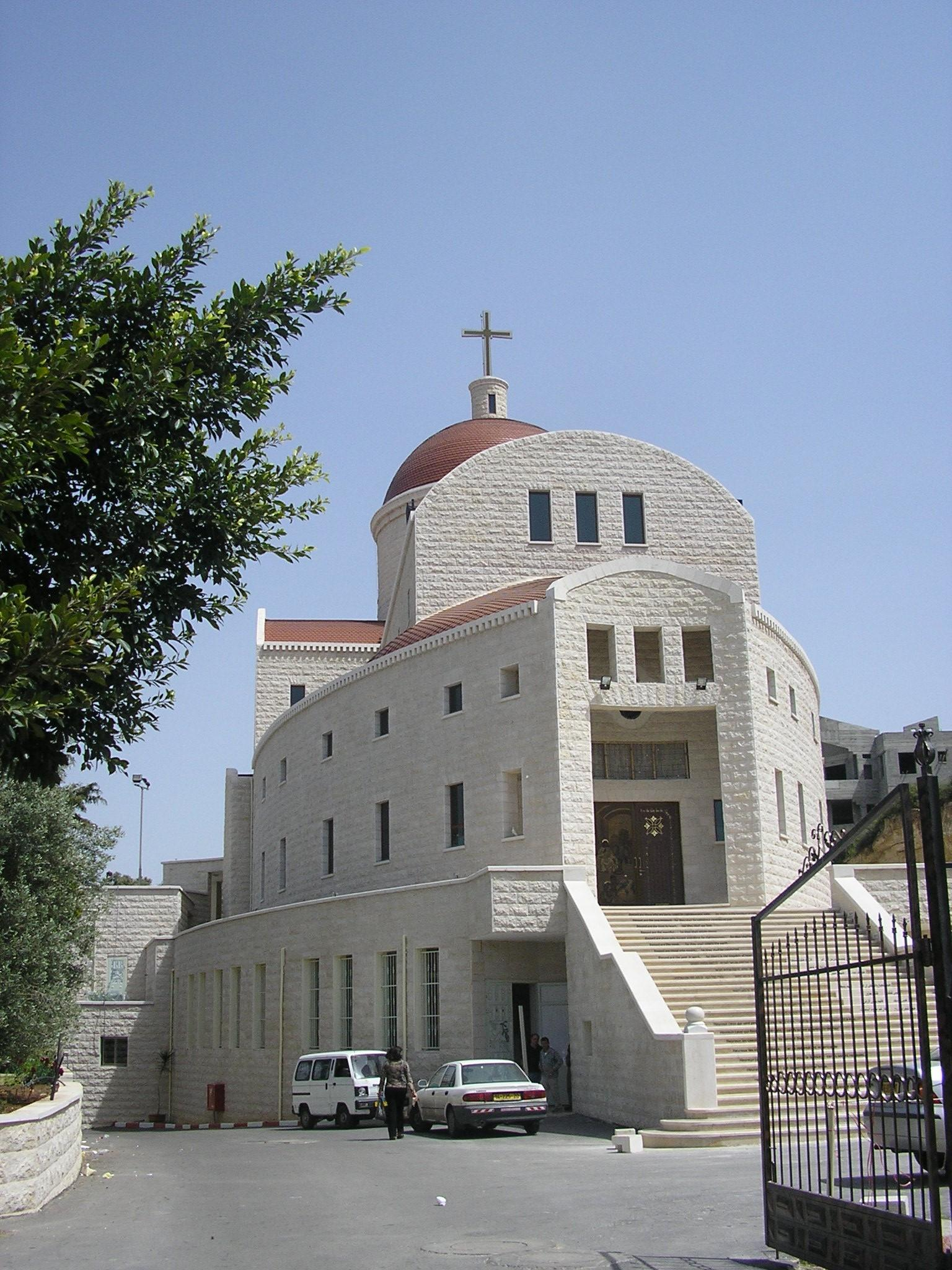
Église catholique melkite à Ibillin, près de Nazareth.

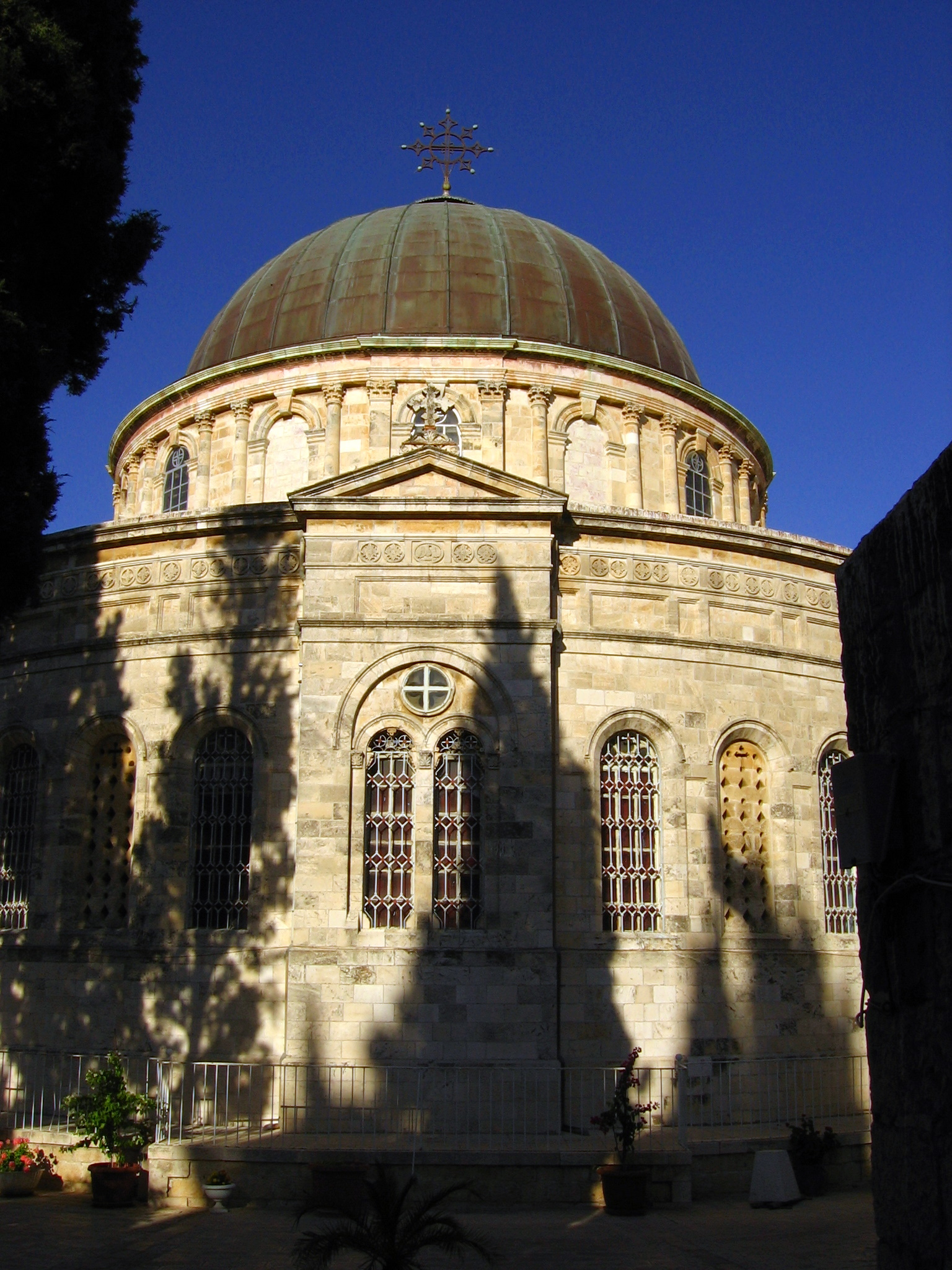
Église éthiopienne orthodoxe à Jérusalem.

## Communautés chrétiennes

### Églises orthodoxes et orthodoxes orientales
- Église orthodoxe de Jérusalem
- Église orthodoxe russe (depuis 1858, un archimandrite)
- Église orthodoxe roumaine (depuis 1935, un archimandrite)
- Église apostolique arménienne par le biais du Patriarcat arménien de Jérusalem (depuis 1311, un patriarche)
- Église syriaque orthodoxe par le biais du Vicariat patriarcal syriaque orthodoxe de Jérusalem et de Terre sainte (un archevêque)
- Église copte orthodoxe (depuis le XIIIe siècle, un archevêque)
- Église éthiopienne orthodoxe

### Églises catholiques
- Patriarcat latin de Jérusalem (catholicisme romain)
- Église grecque-catholique melkite
- Église maronite
- Église catholique arménienne
- Église catholique syriaque
- Église catholique chaldéenne

### Églises protestantes
- Église anglicane
- Église évangélique luthérienne de Jordanie et de Terre sainte
- Église presbytérienne

### Églises évangéliques
- Association des églises baptistes

### Juifs messianiques
- Lire l'article sur le judaïsme messianique

## Situation actuelle

### Démographie
La proportion de chrétiens en Israël et en Palestine diminue presque continuellement, passant de 5 % dans les années 1970 à 2 % en 2017 après une légère hausse en 2015. Ils sont Arabes à près de 80% en 2017.
La population chrétienne de Jérusalem est de plus en plus faible : elle compte actuellement environ 10 000 personnes, soit un peu plus d'un pour cent de la population de la ville, alors qu'elle représentait un quart de la population un siècle plus tôt. Bethléem, ville historiquement chrétienne, ne possède plus qu'une population chrétienne en dessous de 12 % de la population de la ville en 2016.

### Relations avec les non chrétiens
Les chrétiens de Terre Sainte, majoritairement Palestiniens, sont la cible d’attaques et de harcèlement par des groupes radicaux israéliens d’extrême droite, comme l’explique l'article sus-cité. Les représentants des Églises locales ont appelés le gouvernement israélien à mieux protéger ces populations et leurs lieux de culte.
Depuis 2005, les célébrations chrétiennes de la semaine sainte, font l'objet de restrictions. Le nombre de fidèles autorisés à pénétrer dans l'église du Saint-Sépulcre a été drastiquement limité, passant de traditionnellement environ 11 000 historiquement pendant la cérémonie du feu sacré à 1 800 en 2022, les autorités invoquant des raisons de sécurité.
En 2006, cinq églises sont la cible d'attaques par des islamistes radicaux arabes dans les Territoires palestiniens à la suite de propos sur l'islam par le Pape Benoît XVI. Le premier ministre palestinien, Ismaël Haniyeh, condamne ces attaques : « Tous les citoyens palestiniens doivent empêcher toute atteinte à toutes les églises chrétiennes sur la terre palestinienne. Nos frères chrétiens sont des citoyens de Palestine. Ils sont Palestiniens ».
Les Palestiniens chrétiens habitant dans la bande de Gaza sont contraints de demander un permis à l’État d’Israël pour se rendre à Bethléem ou à Jérusalem.  En 2019, les autorités israéliennes décident de ne délivrer aucun permis aux chrétiens, invoquant des raisons de sécurité, ce que contestent des ONG israéliennes.